# Puchevillers British Cemetery
Puchevillers British Cemetery is een Britse militaire begraafplaats met gesneuvelden uit de Eerste Wereldoorlog, gelegen in de Franse gemeente Puchevillers, departement (Somme). De begraafplaats werd ontworpen door Edwin Lutyens en ligt in het veld op 1.100 m ten westen van het dorpscentrum (Église Saint-Martin). Ze heeft ongeveer de vorm van een langwerpig parallellogram met een oppervlakte van ruim 3.870 m² en wordt omsloten door een bakstenen muur die trapsgewijze het hellend terrein volgt. Perk VI wordt van de andere perken gescheiden door een muurtje en een boogvormige doorgang. Het Cross of Sacrifice en de Stone of Remembrance staan achter elkaar in de zuidoostelijke hoek. Een tweedelig metalen hekje tussen witte stenen steunen vormt de toegang.
Er liggen 1756 geïdentificeerde slachtoffers.
De begraafplaats wordt onderhouden door de Commonwealth War Graves Commission.

## Geschiedenis
In juni 1916, een maand voor het begin van de Slag aan de Somme, werden de 3th en de 44th Casualty Clearing Stations in Puchevillers geïnstalleerd. Vóór het einde van maart 1917 werden de eerste overleden gewonden door deze veldhospitalen begraven in de perken I tot V en in een groot deel van perk VI. Gedurende de volgende twee maanden werd de begraafplaats gebruikt door het 2nd/1st South Midland Casualty Clearing Station. Perk VII bevat voor het grootste deel de graven van manschappen die stierven gedurende het Duitse lenteoffensief in maart 1918, van wie velen werden begraven door het 49th Clearing Station of later door het 48th Labour Corps.
Er liggen 1.128 Britten, 416 Australiërs, 211 Canadezen en 1 Nieuw-Zeelander begraven.

## Graven
- onderluitenant Herbert Walter Crowle (Australian Infantry, A.I.F.) ligt onder een private grafzerk.

### Onderscheiden militairen
- majoor James Herbert Mirams (Australian Engineers), kapitein Cecil Maitland Foss (Australian Infantry, A.I.F.), de luitenants James Arlon Hamilton (Canadian Infantry), Eric Spinney (Intelligence Corps) en Charles Beaumont Watson (Machine Gun Corps) en compagnie sergeant-majoor Frederick Smith (Oxford and Bucks Light Infantry) werden onderscheiden met het Military Cross (MC).
- sergeant Alvin Edmund Wartman (Canadian Army Medical Corps), korporaals William Reginald Smith (Gloucestershire Regiment), Frank Oswald Matt (Australian Trench Mortar Battery), Walter Makin (West Yorkshire Regiment (Prince of Wales's Own)), Leonard Albert Head (Machine Gun Corps) en G.H. Dove (West Yorkshire Regiment (Prince of Wales's Own) en soldaat Henry Edelsten (Australian Infantry, A.I.F.) werden onderscheiden met de Distinguished Conduct Medal (DCM).
- nog 20 militairen werden onderscheiden met de Military Medal (MM).

### Minderjarige militairen
- de soldaten Victor George Apps en Albert Henry Thomas Bowl waren 16 jaar toen ze stierven.
- de korporaals H. Howard en James William Skinn; kanonnier Arthur Henry Cecil Smith en de soldaten Stephen Cuthbert, Charles John Foakes, Walter John Shepherd, Alfred George Wilsdon en Wilfred Bentley waren 17 jaar toen ze stierven.

### Aliassen
Er liggen acht militairen die onder een alias dienden.
- sergeant A.O. Crapp als A. Colman bij de Royal Dublin Fusiliers
- kanonnier Arthur Brentnall Stevenson als Arthur Brentnall bij de Canadian Field Artillery.
- soldaat Horace Teale als Horace Steel bij het Yorkshire Regiment.
- soldaat Frank Forbes als J.F. Dolan bij het Gloucestershire Regiment.
- soldaat James MacArthur als George Fraser bij de Australian Infantry, A.I.F..
- soldaat Isaac Digney als Alfred Harrison bij de Australian Infantry, A.I.F..
- soldaat Lewis Arthur Abbot als H. Williams bij het Northamptonshire Regiment.
- soldaat A. Garry als A. Chapman bij de Canadian Infantry.